# Mohamed Saïd Fofana
Mohamed Saïd Fofana (* 1952 in Forécariah, Basse-Guinée) ist ein guineischer Politiker. Vom 24. Dezember 2010 bis zum 26. Dezember 2015 war er Premierminister von Guinea.

## Werdegang
Der zur Ethnie der Sousou zählende Fofana besuchte von 1958 bis 1972 Primarschule und Lyzeum seiner Geburtsstadt. Im Anschluss studierte er vier Jahre am Institut Polytechnique Gamal Abdel Nasser in Conakry Wirtschaft und Finanzen. Ein postuniversitäres Studium führte ihn 1979/80 nach Rumänien.
In Jahren 1976/77 war Fofana Dozent für Wirtschaft am Collège et lycée de Tabossi in Fria. Von 1977 bis 1984 arbeitete er im Ministerium für Planung und Statistik. Nach kurzer Tätigkeit im Ministerium für Außenhandel übernahm er im November 1985 den Posten des Generalsekretärs der Handels-, Industrie- und Landwirtschaftskammer. 2003 wurde er zum Nationalen Direktor für Handel und Wettbewerb ernannt, 2008 zum Nationalen Direktor für Außenhandel. 2009 wechselte er als Direktor für die Koordinierung von Projekten in das Handels- und Industrieministerium.
Am 24. Dezember 2010 ernannte Präsident Alpha Condé den in der Öffentlichkeit weitgehend unbekannten Fofana zum Nachfolger von Jean-Marie Doré im Amt des Ministerpräsidenten. Nachdem Condé bei Präsidentschaftswahlen im Oktober 2015 eine zweite Amtszeit erreichen konnte, und bei Präsidentschaftswahlen Kabinettswechsel üblich sind, trat Fofana am 23. Dezember 2016 zurück. Condé  ernannte am 26. Dezember 2016 Mamady Youla, als Nachfolger Fofanas, zum Premierminister Guineas.